# Amangali Biekbołatow
Amangali Biekbołatow (ros. Амангали Бекболатов; ur. 10 lipca 1996) – kazachski zapaśnik w stylu klasycznym. Zajął piąte miejsce na mistrzostwach świata w 2022. Wicemistrz Azji w 2022 i trzeci w 2023. Brązowy medalista igrzysk solidarności islamskiej w 2021. Złoty medalista mistrzostw świata wojskowych w 2023 i srebrny w 2018. 
Trzeci na MŚ U-23 w 2018, a także na MŚ juniorów w 2015 roku.